# Herbert Schiffner
Herbert Schiffner ist ein ehemaliger österreichischer Skispringer.

## Werdegang
Schiffner gab sein internationales Debüt bei der Vierschanzentournee 1962/63. Er ließ das Auftaktspringen aus und startete erst beim Springen in Garmisch-Partenkirchen, wo er als 27. auf Anhieb einen Top-30-Platz erreichte. In Bischofshofen landete er noch einmal auf Rang 28 und beendete daraufhin die Tournee als 60. der Gesamtwertung.
Bei der Vierschanzentournee 1963/64 bestritt er drei der vier Springen. Beim Auftaktspringen auf der Schattenbergschanze in Oberstdorf landete Schiffner auf dem 20. Platz und erreichte nach zwei weiteren guten Ergebnissen in der Gesamtwertung schließlich mit 784,9 Punkten Rang 16.
In den folgenden zwei Jahren konnte er an dieses Ergebnis nicht mehr anknüpfen und beendete daraufhin 1966 seine aktive Skisprungkarriere.
Herbert Schiffners Bruder Sepp war ebenfalls international als nordischer Skisportler aktiv.

## Erfolge

### Vierschanzentournee-Platzierungen
| Saison  | Platz | Punkte |
| ------- | ----- | ------ |
| 1962/63 | 60.   | 349,3  |
| 1963/64 | 16.   | 784,9  |
| 1964/65 | 41.   | 675,1  |
| 1965/66 | 76.   | 345,3  |